# ایرینا هونچاروا
ایرینا هونچاروا (انگلیسی: Iryna Honcharova؛ زادهٔ ۱۹ دسامبر ۱۹۷۴) بازیکن هندبال اهل اتحاد جماهیر شوروی سوسیالیستی است.